# Владимиров, Пётр Николаевич
Пётр Николаевич Владимиров (13 февраля 1893, Гатчина (Санкт-Петербургская губерния), Российская империя — 25 ноября 1970, Нью-Йорк, США) — артист балета и педагог, супруг балерины Фелии Дубровской.

## Биография
Пётр Владимиров учился в Императорском театральном училище в Санкт-Петербурге, в том числе у Михаила Фокина. После окончания учёбы в 1911 году был принят в балетную труппу Мариинского театра, где танцевал до 1919 года. Танцевал в балетах «Синяя Борода», «Карнавал», «Талисман», «Арлекинада», «Пахита», «Корсар», «Жизель», «Раймонда». Первый исполнитель партии Эроса в одноименном балете Фокина 1915 года. В других балетах Фокина он танцевал партии Арлекина («Карнавал»), Юноши («Шопениана»), Раба («Павильон Армиды»), Призрака розы («Призрак розы») и др. 
Владимиров был одним из любимых партнеров Матильды Кшесинской. Их связывал кратковременный роман. В своих мемуарах Кшесинская так описывала их совместную работу: 

В особенности хорошо я стала танцевать в последние годы, когда начала выступать с Владимировым. Он страшно увлекался и вдохновлял свою партнёршу. Я с ним выступала в „Лебедином озере“ и так с ним станцевалась, как ни с кем. Он меня замечательно поддерживал в адажио второй картины первого действия, подбрасывая и ловя, как перышко, так что весь зал ахал от восторга, – это было в те времена ново. "Талисман" всегда был моим удачным балетом, и очень выигрышным. Но с тех пор, что со мною стал в нем выступать П. Владимиров, балет этот еще больше выиграл. Когда во втором действии Владимиров изображал Гения ветра и вылетал на сцену, неся меня на своем плече, это производило огромное впечатление.— Матильда Кшесинская «Воспоминания», стр. 172
Аким Волынский писал о стиле танцовщика: 

Владимиров понял то, чего до него не могли уразуметь другие. Он интуитивно познал тревожную красоту длительно замирающих в воздухе поз. Подняв свою даму высоко, он держал её на вытянутых руках несколько мгновений, в течение которых он как бы переливал в неё свой собственный творческий дух, и она, послушно ему повинуясь, вытягивалась вибрирующей струной.— Аким Волынский «Книга ликований: азбука классического танца», стр. 213
В 1912—1914 годах танцевал в труппе Дягилева. После Октябрьской революции Владимиров хотел покинуть Россию, но это удалось ему не сразу. В 1920 году вместе с коллегой по труппе и будущей женой (они поженились в 1922 году) Фелией Дубровской и её матерью он бежал из России, перейдя на лыжах через Финский залив. Очутившись в Европе, он поселился в Париже. Был сразу же вновь приглашён Сергеем Дягилевым для участия в постановке «Спящей красавицы» в «Русском балете», из которой Дягилев планировал сделать коммерческий хит. Сначала исполнял роль принца Дезире в «Спящей принцессе» в Лондоне (1921), затем в «Свадьбе Спящей красавицы» в Париже (1922; принцесса Аврора — Вера Трефилова). Какое-то время выступал с женой в труппе Михаила Мордкина. В 1928—1931 годах работал в труппе Анны Павловой и последние три года жизни балерины был её партнером.
В 1934 году вместе с женой уехал в США, где до практически до конца жизни (до 1967 года) преподавал в Школе американского балета. Среди его учеников были выдающиеся танцовщики: Владимир Докудовский, Давид Лишин, Джон Тарас, Уильям Кристенсен, Танакиль Леклер, Мария Толчиф.
Умер от инфаркта в возрасте 77 лет.